# Astragalus borodinii
Astragalus borodinii là một loài thực vật có hoa trong họ Đậu. Loài này được Krasn. miêu tả khoa học đầu tiên.